# Artabotrys lastoursvillensis
Artabotrys lastoursvillensis este o specie de plante angiosperme din genul Artabotrys, familia Annonaceae, descrisă de François Pellegrin. Conform Catalogue of Life specia Artabotrys lastoursvillensis nu are subspecii cunoscute.